# Burg Greiffenstein

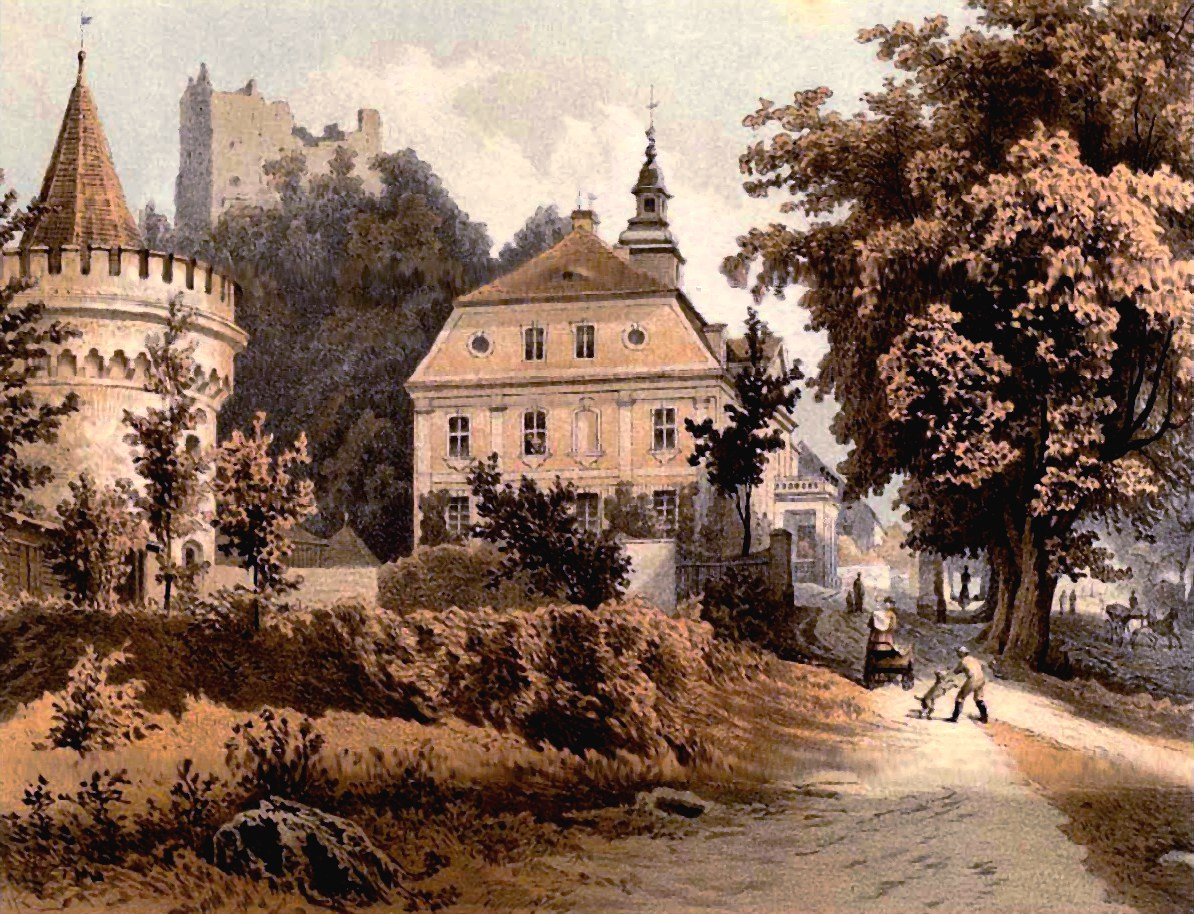
Burg und Schloss Greiffenstein. Sammlung Duncker

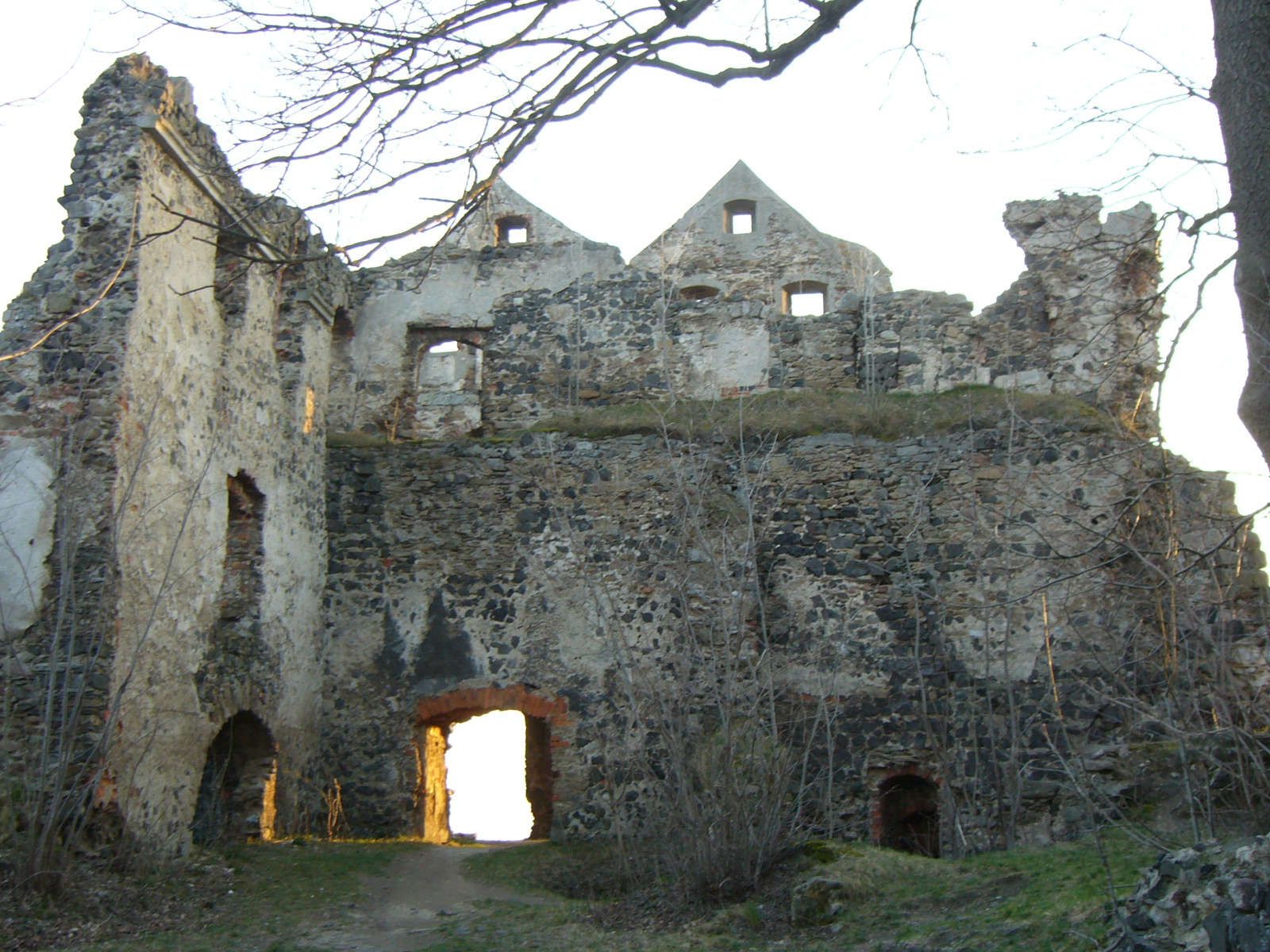
Die Ruine der Burg Greiffenstein

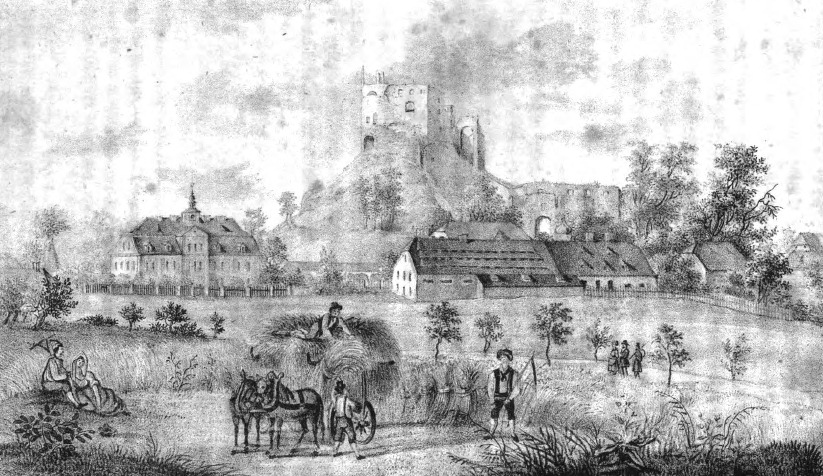
Burg Greiffenstein um etwa 1825

Die Ruine der Burg Greiffenstein (polnisch Zamek Gryf) befindet sich auf einem 423 m hohen Basaltgipfel. Sie liegt ein Kilometer südlich der Ortschaft Proszówka (Gräflich Neundorf) in der Gemeinde Gryfów Śląski (Greiffenberg) in Polen.

## Geschichte
Die Burg entstand vermutlich im 12. Jahrhundert als Sitz eines Edlen von Greiff, was jedoch nicht gesichert ist. Durch ihre Lage etwa drei Kilometer östlich des Queis, der zu dieser Zeit die Grenze zwischen dem Herzogtum Schlesien und dem zu Böhmen gehörenden oberlausitzschen Queiskreis bildete, diente sie vermutlich der Grenzsicherung. Zu Beginn des 13. Jahrhunderts war sie Sitz der Landvögte des Weichbildes Greiffenberg-Greiffenstein. Als Fälschung erwiesen hat sich eine Urkunde, wonach 1242 auf der Burg ein Kastellan gesessen sein soll.
Die seit 1274/77 zum Herzogtum Schweidnitz-Jauer gehörende Burg bestand damals nur aus der Oberburg. 1354 erhielt sie Seyfried von Raußendorf als Pfand. Nach dem Tod des Herzogs Bolko II. 1368 fiel der Greiffenstein zusammen mit dem Herzogtum Schweidnitz-Jauer 1368 erbrechtlich an den böhmischen König Wenzel, der ein Sohn der Königin Anna von Schweidnitz war. Allerdings stand Bolkos II. Witwe, der Herzogin Agnes von Habsburg, ein lebenslanger Nießbrauch zu. Nach ihrem Tod 1392 wurde der Greiffenstein von König Wenzel an den Landeshauptmann Benesch von Chusnik (Beneš z Choustníka) zunächst verpfändet und zwei Jahre später verkauft. Unter dem von Chusnik eingesetzten Burggrafen Wolf von Romke war die Burg ein Raubritternest. 1399 wurde Romke von den Greiffenbergern gefangen genommen und auf der Burg enthauptet.
1400 verpfändete Benesch von Chusnik den Greiffenstein an Gotsche II. Schof, dem schon die Burg Kynast gehörte. Als Gotsche Schof ein Jahr vor seinem Tod 1419 die Herrschaft Greiffenstein mit den Städten Greiffenberg und Friedeberg erwarb, legte er damit einen wesentlichen Grundstein für die Besitzungen seiner Nachkommen im Iser- und Riesengebirge. Zwischen 1425 und 1426 lieferte sich Gotsche III. vom Greiffenstein aus mehrere Fehden mit der Stadt Görlitz.
Nach der Vereinigung der Herrschaften Greiffenstein und Kynast durch Gotsches III. Neffen Ulrich I. von Schaffgotsch im Jahr 1511 begann ein erheblicher Ausbau der Burg, der nach Ulrichs Tod 1543 von Johann (Hans) von Schaffgotsch fortgeführt wurde. Vor der alten Oberburg, die die Anlage dominierte, entstand eine Mittelburg, der unterhalb noch eine Vorburg vorgesetzt wurde. Alle drei Teile der Burg waren separat mit Burgmauern umgeben und bildeten einen gewaltigen Burgkomplex. Hans, der 1584 verstarb, hatte 1551 Magdalena von Zedlitz geheiratet, die die Herrschaft Giersdorf als Mitgift in die Ehe einbrachte.
Hans Ulrich von Schaffgotsch, der 1595 auf der Burg geboren wurde, erweiterte den Schaffgotsch’schen Besitz um die Herrschaften Trachenberg, Alt Kemnitz, Hertwigswalde, Prausnitz und Schmiedeberg. 1627 wurde er in die Semperfreiheit erhoben. Nach seiner Hinrichtung 1635 in Regensburg (als angeblicher Mitverschwörer Wallensteins) erhielten seine Erben später den konfiszierten Besitz mit Ausnahme der Standesherrschaft Trachenberg zurück. Während des Dreißigjährigen Krieges stürmten 1645 die Schweden den Greiffenstein, den sie schon fünf Jahre zuvor vergeblich belagert hatten.
Nach Kriegsende waren es nicht mehr die wehrhaften Burgen, sondern repräsentative Schlossbauten, die der Adel als Wohnsitz bevorzugte. Stammsitz der Schaffgotsch war jetzt die Burg Kynast, und die Schäden am Greiffenstein wurden nicht mehr behoben. Als 1675 die Burg Kynast niederbrannte, wurde das Gut Warmbrunn, wo seit Ende des 16. Jahrhunderts ein Schloss stand, zum Familiensitz.
Johann Nepomuk von Schaffgotsch, der 1784 bereits mit dem Neubau des 1777 abgebrannten Schlosses von Warmbrunn begonnen hatte, ließ 1798 unterhalb des Greiffensteins ein einfaches Sommerschloss errichten, das als Verwaltungssitz diente und 1800 vollendet wurde. Gleichzeitig ließ er den größten Teil der Burg schleifen und teilweise als Baumaterial verwenden. Trotz des Abbruchs des größten Teils der Burg sind die vorhandenen Ruinen noch immer eindrucksvoll und von großem Ausmaß.
Um die Ruine spinnen sich mehrere Sagen, darunter die vom Vogel Greiff, einer spukenden Ahnenfrau oder dem Ritter Gotsche. Die Burg wurde auch von Theodor Körner besucht, der ihr das Gedicht Auf dem Greiffenstein widmete.
Der Greiffenstein blieb bis zur Enteignung im Jahre 1945 im Besitz der Familie Schaffgotsch.
In Frankfurt gibt es eine nach der Burg Greiffenstein benannte katholische Studentenverbindung, die K.D.St.V. Greiffenstein (Breslau) zu Frankfurt am Main.